# Wesendonck-Lieder
Pour les articles homonymes, voir Wesendonck.

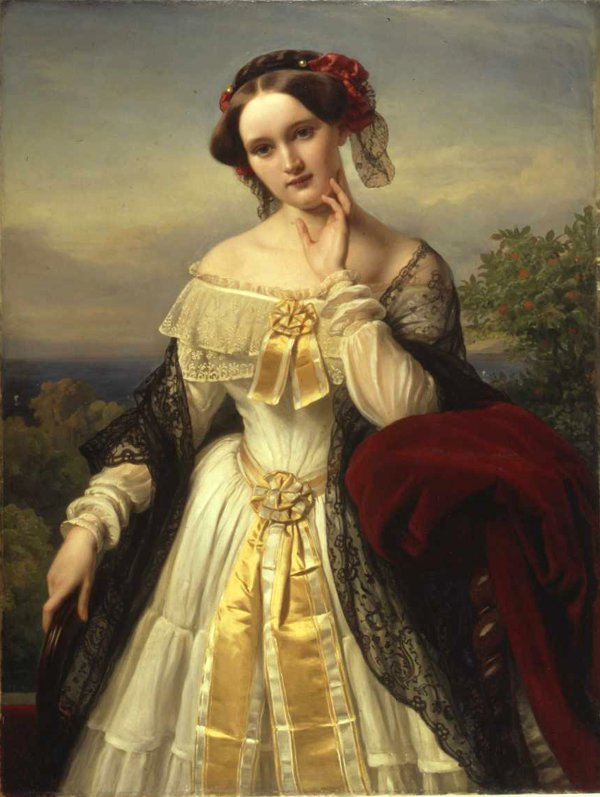
Mathilde Wesendonck

Les Wesendonck Lieder sont un cycle de lieder composé par Richard Wagner au moment où il composait La Walkyrie, en 1857-1858. Cette œuvre, ainsi que Siegfried Idyll, sont ses deux compositions hors opéra encore régulièrement entendues.

## Histoire
Le cycle est écrit sur des poèmes de Mathilde Wesendonck (née Agnes Mathilda Luckemeyer, 1828-1902), la femme d'un des mécènes de Wagner. Wagner avait fait la connaissance d'Otto Wesendonck à Zurich, où il s'était enfui de Saxe après l'insurrection de mai à Dresde en 1849. Pour quelque temps, Wagner et sa femme Minna vécurent ensemble dans l'Asyl (« le refuge », en allemand, ou encore "Asylum"), une petite résidence sur la propriété des Wesendonck.
Wagner eut une passion pour Mathilde, ainsi ce fut l'unique fois qu'il accepta de composer sur des textes non de lui, simplement pour avoir l'alibi de la voir régulièrement. La situation et leur attirance réciproque ont certainement contribué à l'intensité du premier acte de La Walkyrie — que Wagner composait à l'époque — et à la conception d'une œuvre inspirée des légendes de Tristan et Iseult ; sans doute, les poèmes de Mathilde ont également subi la même influence.
Les poèmes sont d'une écriture pensive, influencée par Wilhelm Müller, auteur de poèmes utilisés par Schubert plus tôt dans le siècle. En revanche, le langage musical, tout aussi raffiné et lui aussi d'une grande intériorité, est toutefois d'une intensité bien différente, Wagner ayant fait grandement évoluer le style romantique.
Wagner lui-même nomma deux des lieder du cycle : Études pour Tristan et Isolde, utilisant pour la première fois des idées musicales développées par la suite dans l'opéra. Dans Träume, on peut entendre les mélodies du duo d'amour du deuxième acte, alors que dans Im Treibhaus (le dernier des cinq lieder à avoir été composé), Wagner utilise des airs plus tard grandement développés dans le Prélude du troisième acte. Le style harmonique chromatique de Tristan se fait sentir dans tous les lieder et les unit pour former le cycle.
Wagner écrivit originellement les lieder pour voix de femme et piano seul, mais produisit par la suite une version orchestrale de Träume, qui devait être jouée par un orchestre de chambre sous la fenêtre de Mathilde lors de son anniversaire, le 23 décembre 1857. Le cycle entier fut joué pour la première fois en public le 30 juillet 1862 sous le titre  Cinq lieder pour voix de femme.
L'orchestration du cycle complet fut faite par Felix Mottl, le chef d'orchestre de Wagner. En 1976, le compositeur allemand Hans Werner Henze produisit une version de chambre du cycle. Le compositeur Christophe Looten a réalisé une transcription de l'œuvre pour voix et quatuor à cordes. En 2013, le compositeur Alain Bonardi réalise une version pour voix, piano, clarinette et violoncelle, comportant des intermèdes faisant appel à des percussions orientales résonnantes. En 2014, Aurélien Bello instrumente les Lieder pour un orchestre identique à celui de la Siegfried-Idyll (avec une harpe ad libitum).

## Les lieder
1. Der Engel (L'Ange), composé en novembre 1857
2. Stehe still ! (Arrête-toi !), composé en février 1858
3. Im Treibhaus - Studie zu Tristan und Isolde  (Dans la serre), composé en mai 1858
4. Schmerzen  (Douleurs), composé en décembre 1857
5. Träume - Studie zu Tristan und Isolde  (Rêves), composé en décembre 1857